# Телль-Ду
Телль-Ду (араб. تلدو‎) — город на западе Сирии, расположенный на территории мухафазы Хомс. Административный центр района Телль-Ду и одноимённой нахии.

## Географическое положение
Город находится в северо-западной части мухафазы, к западу от реки Эль-Аси, на высоте 508 метров над уровнем моря.

Телль-Ду расположен на расстоянии приблизительно 19 километров (по прямой) к северо-западу от Хомса, административного центра провинции и на расстоянии 147 километров к северо-северо-востоку (NNE) от Дамаска, столицы страны.

## Население
По данным официальной переписи 2004 года численность населения города составляла 15 727 человек (8151 мужчина и 7576 женщин). Насчитывалось 2523 домохозяйства. В конфессиональном составе населения исторически преобладали сунниты.

## Транспорт
Ближайший гражданский аэропорт — Международный аэропорт имени Басиля Аль-Асада.